# Союз Підкарпатських Українських Студентів
Союз Підкарпатських Українських (руських) Студентів (СПУС) — організація студентів Закарпаття у чехословацьких високих школах; заснована 1920 (перший голова А. Бращайко), член ЦЕСУС-у.
СПУС організував культурно-освітню діяльність у Празі і на Закарпатті (мандрівний театр), видавав альманахи і з 1933 журнал «Пробоєм».
Русофільське студентство було організоване у «Центральном Союзѣ Подкарпатских Русских Студентов» («Возрожденіе»).